# Iresine
Ірезина (Iresine) — рід квіткових рослин з родини Амарантові (Amaranthaceae). Він містить від 20 до 25 видів, котрі є корінними для американських тропіків. Узагальнена назва походить від грецького слова εριος (erios), що означає «шерстистий», маючи на увазі покриті трихомами квіти. Bloodleaf — загальна назва тих видів, які мають кольорові листя, і їх часто культивують як декоративні рослини. Деякі види є добавками до версій галюциногенного напою аяваска.

## Селекційні види
- Iresine angustifolia Euph.
- Iresine argentata (Mart.) D.Dietr.
- Iresine diffusa Humb. et Bonpl. ex Willd. (= Iresine celosia, Iresine celosioides, Iresine canescens, Iresine paniculata (L.) Kuntze, Iresine elongata)
  - Iresine diffusa f. lindenii (=Iresine lindenii Humb. & Bonpl.)
- Iresine elatior
- Iresine flavescens Humb. et Bonpl. ex Willd.
- Iresine grandiflora
- Iresine herbstii Hook. ex Lindl.
- Iresine heterophylla Standl.
- Iresine keyensis
- Iresine leptoclada (Hook.f.) Henrickson et Sundberg
- Iresine macrophylla R.E.Fr. (= Cruzeta celosioides (L.) M.Gómez, Celosia paniculata L., Iresine celosioides L.)
- Iresine palmeri (S.Watson) Standl.
- Iresine pedicellata Eliasson (Еквадор)
- Iresine polymorpha Mart.
- Iresine rhizomatosa Standl.